# Quest for Glory IV: Shadows of Darkness
Quest for Glory IV: Shadows of Darkness è un'avventura grafica/videogioco di ruolo sviluppata da Lori Ann Cole e pubblicato dalla Sierra On-Line nel 1993. Quest for Glory IV: Shadows of Darkness è stato sviluppato per i sistemi MS-DOS, Microsoft Windows e fa parte della serie Quest for Glory.